# Doll Parts
Doll Parts è un singolo del gruppo musicale statunitense Hole, pubblicato il 15 novembre 1994 come secondo estratto dal secondo album in studio Live Through This.

## Il brano
Il brano, scritto dal leader del gruppo Courtney Love, è stato il primo singolo ad essere messo in commercio in seguito alla morte della bassista, Kristen Pfaff, nel giugno 1994. Il brano è considerato, dai fan e dalla critica, come una delle canzoni firma delle Hole.
Ha raggiunto il 4º posto nella classifica Alternative Airplay negli Stati Uniti e il 16º posto nella classifica Official Singles Chart nel Regno Unito del 1994.

## Testo e composizione
Dopo la morte di Cobain nell'aprile 1994, Doll Parts ha assunto un significato più tragico con la Love che dava performance più angosciose della canzone, ai tour.
La batterista Patty Schemel disse: «Certain lyrics had a lot more meaning» ("Alcuni testi avevano molto di più del significato stesso").
Sia il titolo della canzone che il significato sono ispirati dall'incontro avuto tra la Love e suo marito Kurt Cobain nel 1991, prima della relazione.
La Love aveva mandato a Cobain "Una scatola profumata a forma di cuore, all'interno profumi, una bambola di porcellana, tre rose essiccate, una tazza da tè in miniatura e shellac-covered seashells (conchiglie coperte di gommalacca)" per scusarsi di averci fatto la lotta al loro primo incontro nel maggio del '91.
La scatola, acquistata in un negozio di antiquariato a New Orleans, fu poi d'ispirazione per la canzone scritta da Cobain dei Nirvana, Heart-Shaped Box.

## Video musicale
Dopo la morte della bassista Kristen Pfaff, il video musicale del brano è stato rinviato al luglio 1994, quando le Hole commissionarono Samuel Bayer, che aveva anche diretto video musicali per gli Smashing Pumpkins e i Nirvana, per dirigere il film e il video.
La bassista presente nel video è Jennifer Finch delle L7, una vecchia amica di Courtney Love. Fu nelle Hole finché non ebbero sostituito la Pfaff con Melissa Auf der Maur. Anche se considerata come nuova bassista, la Finch non si unì mai alla band.
In origine il video aveva una quantità enorme di immagini di bambole, che furono eliminate e sostituite dalla Love che cammina in un campo di petali a piedi nudi e suona una chitarra acustica sul letto. Il video si avvale sia di immagini in bianco e nero, sia di immagini a colori intervallate da parti in cui la band suona il brano.
Nel video recita anche un ragazzino biondo, che molti considerano essere la figura del marito defunto Kurt Cobain, che inoltre è apparso anche sulla copertina delle Hole nel singolo del 1993, Beautiful Son.
Ha ottenuto una nomination come "Best Alternative Video" agli MTV Video Music Awards del 1995.

## Tracce
CD singolo EU
1. Doll Parts (Album version) – 3:31 (C. Love)
2. The Void (BBC live version) – 2:57 (A. De Silva, G. Birch)

CD maxi singolo EU
1. Doll Parts (Album version) – 3:31 (C. Love)
2. Plump (Live) – 2:42 (C. Love, E. Erlandson)
3. I Think That I Would Die (Live) (C. Love, E. Erlandson, K. Bjelland)
4. Credit In The Straight World (Live) (S. Moxham)

Vinile 7" UK
1. Doll Parts (Album version) – 3:31 (C. Love)
2. The Void (BBC live version) – 2:57 (A. De Silva, G. Birch)

## Classifiche
| Classifica (1994)                 | Posizione massima |
| --------------------------------- | ----------------- |
| Regno Unito                       | 16                |
| Stati Uniti (Alternative Airplay) | 4                 |

## Formazione
Hanno partecipato alle registrazioni, secondo le note dell'album:
Hole
- Courtney Love – voce, chitarra
- Eric Erlandson – chitarra
- Kristen Pfaff – basso, piano, cori
- Patty Schemel – batteria, percussioni

Altri musicisti
- Dana Kletter – cori

Tecnici
- Paul Q. Kolderie – produzione, ingegneria del suono
- Sean Slade – produzione, ingegneria del suono
- Scott Litt – missaggio